# Giữ chay và kiêng thịt trong Hội thánh Công giáo

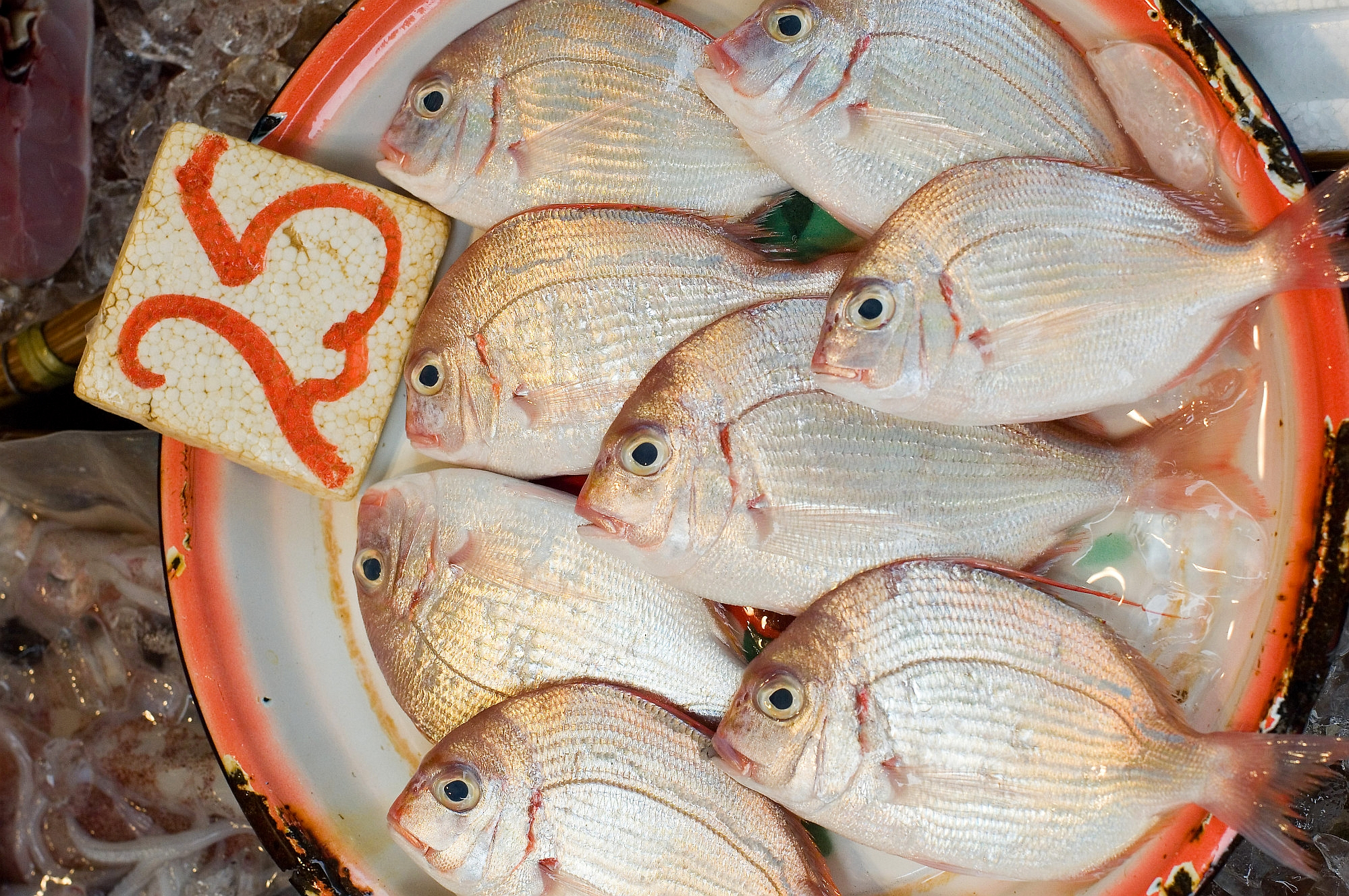
Theo truyền thống, người Công giáo ăn cá và một số loài hải sản vào ngày thứ Sáu hàng tuần vì luật kiêng thịt buộc không được ăn thịt của loài có vú và loài ăn cỏ. Quy định của mỗi quốc gia và vùng địa lý có thể khác nhau.

Hội thánh Công giáo có truyền thống giữ chay và kiêng thịt vào một số thời điểm trong năm. Đối với người Công giáo, giữ chay là việc giảm bớt lượng thức ăn tiêu thụ trong ngày, còn kiêng thịt hay kiêng giữ là tránh làm một việc gì đó tốt lành mà tự bản chất không khiến người ta mắc tội, chẳng hạn như ăn thịt. Theo giáo huấn của Hội thánh Công giáo, tất cả các Kitô hữu đều có nghĩa vụ phải hãm mình đền tội theo lệnh truyền của Thiên Chúa, và việc hãm mình đền tội này được thực hiện trên cả chiều kích nội tâm và chiều kích thể lý. Việc giữ chay thể lý trở nên vô nghĩa nếu người tín hữu không kết hợp việc giữ chay với việc chừa bỏ tội lỗi. Thánh Basiliô Cả từng đưa ra một lời khuyên về việc giữ chay như sau:
Ta hãy giữ chay sao cho đẹp lòng Đức Chúa, theo cách mà Người ưng thuận. Việc giữ chay đích thực là lánh xa sự dữ, tiết chế lời ăn tiếng nói, giảm bớt sự nóng giận, tách mình khỏi những ham muốn, khỏi đặt điều vu khống, khỏi sự dối trá và thề gian. Chu toàn những việc trên chính là cách giữ chay đích thực vậy.

## Thực hành theo Giáo hội Latinh

### Giữ chay Thánh Thể
Người tín hữu Công giáo thuộc Giáo hội Latinh phải giữ chay Thánh Thể, tức là kiêng mọi loại thức ăn, thức uống (ngoại trừ nước lã và thuốc chữa bệnh) ít nhất một tiếng đồng hồ trước khi lãnh Bí tích Thánh Thể. Kỷ luật được ghi chép sớm nhất đòi buộc người tín hữu ăn uống ở nhà trước khi đi dự tiệc Thánh Thể nếu người ấy thấy đói (1 Côrintô 11:34). Một kỷ luật cổ xưa khác quy định rằng người tín hữu phải giữ chay từ nửa đêm cho tới khi cử hành tiệc Thánh Thể vào ban sáng cùng ngày. Đến năm 1957, Giáo tông Pius XII đã giảm thời gian giữ chay Thánh Thể (tức là kiêng thức ăn cứng và đồ uống có cồn) xuống còn ba tiếng đồng hồ trước khi rước Thành Thể, từ đó tạo điều kiện cho việc cử hành Thánh lễ chiều. Số giờ giữ chay Thánh Thể được giảm xuống chỉ còn một tiếng đồng hồ trước khi rước Thánh Thể dưới triều Giáo tông Paulus VI (1964), bên cạnh đó các linh mục phải cử hành Thánh lễ hai hoặc ba lần trong cùng một ngày có thể ăn uống chút ít trước khi cử hành Thánh lễ lần thứ hai hay lần thứ ba, dù quãng thời gian từ lúc ăn uống cho tới lúc rước Thánh thể không tới một giờ.

## Kỷ luật hiện hành

### Giáo hội Latinh
Giáo luật đương đại điều chỉnh việc giữ chay và kiêng thịt đối với các tín hữu Công giáo thuộc Giáo hội Latinh sui iuris (bao gồm hầu hết tín hữu Công giáo) bắt nguồn từ Tông hiến Paenitemini (1966) của Giáo tông Paulus VI, về sau đã được hệ thống hóa trong Bộ Giáo luật 1983 (Điều 1249–1253).
Tông hiến Paenitemini, Bộ Giáo luật năm 1983 và Hiến chế Sacrosanctum Concilium buộc tất cả tín hữu (ngoại trừ những người đã được miễn chuẩn) giữ chay và kiêng thịt trong suốt thứ Tư Lễ Tro, thứ Sáu Tuần Thánh và nếu có thể thì thêm cả ngày thứ Bảy Tuần Thánh. Luật giữ chay buộc tất cả Kitô hữu từ tuổi thành niên (khi hết 18 tuổi) cho đến hết 59 tuổi (tức bắt đầu được 60 tuổi). Người tín hữu từ 60 tuổi trở nên được miễn khỏi việc giữ chay vào thứ Tư Lễ Tro và thứ Sáu Tuần Thánh, tuy nhiên nếu sức khỏe cho phép thì vẫn có thể giữ chay theo ý riêng của mình. Theo Điều 1252 của Bộ Giáo luật, tất cả những tín hữu Công giáo thuộc Giáo hội Latinh khi đã được 14 tuổi trọn thì buộc phải giữ luật kiêng thịt; bên cạnh đó, "cả những người trẻ được miễn khỏi giữ luật ăn chay kiêng thịt vì lý do tuổi tác cũng được giáo dục về ý nghĩa đích thực của việc sám hối".
Ngoài ra, người tín hữu còn phải giữ luật kiêng thịt vào tất cả các ngày thứ Sáu trong năm, nếu không trùng với ngày lễ trọng.
Tông hiến Paenitemini và Bộ Giáo luật 1983  cho phép Hội đồng Giám mục điều chỉnh hình thức giữ chay và kiêng thịt áp dụng trong lãnh thổ của mình. Sau khi được Tòa Thánh phê chuẩn, một số Hội đồng Giám mục đã cho phép giáo dân được thay việc kiêng thịt vào các ngày thứ Sáu (ngoại trừ vào ngày thứ Sáu Tuần Thánh) bằng một việc đạo đức hay một việc từ thiện bác ái. Hội đồng Giám mục Việt Nam nhóm họp vào tháng 4 năm 1991 cho phép thay thế việc kiêng thịt bằng một việc đạo đức hay một việc từ thiện bác ái vào tất cả các ngày thứ Sáu trong năm. Hội đồng Giám mục tại một số quốc gia khác thì chỉ buộc tín hữu kiêng thịt vào các ngày thứ Sáu mùa Chay.
Các giáo hạt tòng nhân dành cho cựu tín hữu Anh giáo đã trở lại Hội thánh Công giáo áp dụng thể thức giữ chay và kiêng thịt tương tự như Giáo hội Latinh (vì các giáo hạt trên trực thuộc Giáo hội Latinh) song song với các quy tắc do Hội đồng Giám mục nước sở tại ấn định: đơn cử như tại nước Anh, Hội đồng Giám mục Anh ấn định rằng các tín hữu buộc phải giữ chay vào tất cả các ngày thứ Sáu trong năm. Các giám mục Hoa Kỳ đã nhấn mạnh những tuyên bố trong bản quy tắc của Hội đồng Giám mục Công giáo Hoa Kỳ, viện dẫn rằng "thứ Sáu luôn là một ngày đặc biệt để sám hối trong suốt cả một năm" và "chúng tôi ưu tiên việc giữ luật kiêng thịt lên hàng đầu". Các giáo hạt tòng nhân cũng đã thiết lập lại bốn Tuần Chay truyền thống trong lịch phụng vụ của mình, và bao lâu lễ trọng không trùng hợp với một ngày thứ Sáu Tuần Chay thì người tín hữu buộc phải giữ luật kiêng thịt vào các ngày thứ Sáu Tuần Chay trong tháng 9 và trong mùa Vọng. Luật buộc kiêng thịt vào các ngày thứ Sáu Tuần Chay trong mùa Chay thì trùng hợp với thể thức kiêng thịt đền tội của mùa Chay, trong khi đó việc kiêng thịt vào ngày thứ Sáu Tuần Chay trong Tuần Bát nhật lễ Chúa Thánh Thần hiện xuống (tiếng Anh: Whitsuntide) thì không buộc vì mọi ngày trong tuần bát nhật này đều có lễ trọng.

### Các giáo hội Công giáo Đông phương
Các tín hữu Công giáo Đông phương có nghĩa vụ chấp hành luật giữ chay và kiêng thịt tùy theo quy định của giáo hội tự trị của mình. Giáo luật quy định bổn phận giữ chay và kiêng thịt của các giáo hội Công giáo Đông phương thoải mái hơn rất nhiều so với của các giáo hội Chính thống giáo Đông phương; do đó mà một số tín hữu Công giáo Đông phương cố gắng giữ luật của Chính thống giáo Đông phương vì để được giữ chay và kiêng thịt cách nghiêm ngặt hơn.
Các tín hữu Công giáo Đông phương xem việc giữ chay là một phần của việc đền tội và bổ trợ cho việc hoán cải tâm hồn. Người Công giáo nghi lễ Đông phương có hai kỳ giữ chay trọng điểm, đó là "Mùa Chay Trọng" diễn ra trước Lễ Phục sinh và "Mùa Chay theo thánh Philípphê" trước Lễ Giáng sinh. Sở dĩ gọi là "Mùa Chay theo thánh Philípphê" vì kỳ giữ chay này bắt đầu vào ngày liền sau Lễ kính thánh Philípphê Tông đồ. Trong Mùa Chay theo thánh Philípphê, mỗi một tuần sẽ có một số ngày kiêng ăn thịt cùng các sản phẩm từ sữa (một số quốc gia còn kiêng ăn dầu) và những ngày còn lại thì việc kiêng giữ là không buộc. Vào khoảng độ tuần cuối cùng của Mùa Chay theo thánh Philípphê, tức một tuần trước Lễ Giáng sinh, người tín hữu Đông phương giữ chay và kiêng ăn thịt, bơ sữa, trứng cùng dầu.

## Bình giải về việc giữ chay
Thánh Tôma Aquinô từng bình luận về việc giữ chay trong một bài giảng lễ về đoạn trích Thánh Kinh "Người ăn chay ròng rã bốn mươi đêm ngày, và sau đó, Người thấy đói" (Mátthêu 4:2) như sau:
Thánh Augustinô từng dạy rằng lòng sùng đạo cao cả nhất hệ tại ở việc học đòi Đấng mà ta tôn thờ, vậy nên khi Chúa chúng ta giữ chay, thì ta cũng phải nên học đòi Người giữ chay vậy. Có bốn lý do thôi thúc ta giữ chay—thứ nhất, giữ chay là lệnh truyền của Thiên Chúa; thứ hai, Đức Chúa Kitô đã làm gương cho ta trong việc giữ chay; thứ ba, vì vô số những mối nguy hại có thể xảy đến với những kẻ không giữ chay; thứ tư, vì vô số những mối lợi có thể xảy đến với kẻ chịu giữ chay. I. Tại đề mục đầu tiên, ta nên lưu ý rằng Thiên Chúa đã truyền cho ta giữ chay vào bốn dịp—(1) Chính Ngài đã truyền cho Ađam và Evà phải giữ chay—tức là không ăn trái của cây biết điều thiện và điều ác. (2) Thiên Chúa đã truyền cho dân giữ chay ngang qua Luật Môsê: Lêvi chương 16 câu 31: "Đối với các ngươi, đó sẽ là một ngày sa-bát, một ngày nghỉ: đó là quy tắc vĩnh viễn." (3) Thiên Chúa truyền cho dân giữ chay qua các Tiên tri: Giôen chương 2 câu 15: "Hãy ra lệnh giữ chay thánh". (4) Thiên Chúa truyền cho các môn đệ giữ chay ngang qua các Tông đồ: 2 Côrintô chương 11 câu 27: "Tôi thường [phải thức đêm,] bị đói khát, nhịn ăn nhịn uống" – vì lẽ đó, kẻ không sẵn sàng giữ chay đã phạm điều răn của ân sủng rồi.
Thánh Roberto Bellarmino viết về mối lợi từ việc giữ chay như sau:
Người ta có thể dễ dàng chứng tỏ những hoa trái cùng mối lợi từ việc giữ chay. Trước hết; giữ chay là phương thế hữu hiệu nhất để dọn lòng trước khi cầu nguyện, hay là suy ngắm các sự thiêng liêng, như theo lời thiên thần Raphael: "Cầu nguyện mà kết hợp với giữ chay thì hẳn là tốt lành". Ông Môsê đã giữ chay dọn lòng suốt 40 ngày đêm trước khi đánh bạo lên thưa chuyện với Thiên Chúa: ông Êlia cũng giữ chay cách nghiêm nhặt suốt 40 ngày đêm mà dọn lòng cho được xứng đáng trò chuyện với Thiên Chúa: ông Đanien đã giữ chay trong ba tuần để dọn lòng trước khi đón nhận mặc khải của Thiên Chúa: cũng như vậy, Hội thánh chỉ định các ngày giữ chay vào những ngày canh thức các lễ trọng đại.